# Sauldorfer Baggerseen
Sauldorfer Baggerseen ist ein Naturschutzgebiet  im Gebiet der baden-württembergischen Gemeinden Sauldorf im Landkreis Sigmaringen (NSG-Nummer 4.235) und Mühlingen im Landkreis Konstanz (NSG-Nummer 3.198) in Deutschland. 
Mit Verordnung  vom 22. Dezember 1993 hat das Regierungspräsidium Tübingen das Gebiet unter Naturschutz gestellt. 

## Lage
Durch Kiesabbau entstanden im oberen Tal der nordöstlich zur oberen Donau laufenden Ablach fünf Baggerseen, die jeweils durch Dämme voneinander getrennt sind. Das Naturschutzgebiet liegt 620 m ü. NHN auf dem Gebiet der Gemeinde Sauldorf (Gemarkung Sauldorf) und der Gemeinde Mühlingen (Gemarkung Mainwangen) direkt an den Ort angrenzend südwestlich von Sauldorf. Es gehört zum Naturraum 040-Donau-Ablach-Platten innerhalb der naturräumlichen Haupteinheit 04-Donau-Iller-Lech-Platte.

## Schutzzweck
Wesentlicher Schutzzweck ist die Erhaltung und Verbesserung der Sauldorfer Baggerseen sowie der angrenzenden, ökologisch mit den Seen vernetzten Talauenbereiche als Brut‑, Rast‑ und Nahrungsbiotop für zahlreiche Tierarten, insbesondere für gefährdete Vogelarten, aber auch für Amphibien, Wasserinsekten und Kleinfischarten.
Dies bedeutet insbesondere, dass im Bereich der Seen eine Beruhigung der offenen Wasserfläche sowie der angrenzenden Uferbereiche eintritt und dass die Röhrichtbestände, die Verlandungsvegetation, die vegetationsfreien Kies‑ und Schlickflächen, Flachwasserzonen und Kleingewässer erhalten werden.
Die Talaue soll offen gehalten und die bestehenden Grünlandflächen erhalten werden. Die Förderung einer extensiven Grünlandbewirtschaftung und die Rückumwandlung umgebrochener Flächen unter anderem durch Grundstückserwerb ist vorgesehen. Die Fließgewässer und Gräben und deren Vegetation soll erhalten und optimiert werden.

### Partnerschutzgebiete
Das Schutzgebiet grenzt direkt an das Naturschutzgebiet „Schwackenreuter Baggerseen-Rübelisbach“ (Nr. 3273/4314) und ist Teil des rund 514 Hektar großen FFH-Gebiets „Ablach, Baggerseen und Waltere Moor“ (Nr. 8020341).